# Nat Quansah
Nat Quansah é um botânico do Gana e doutor em filosofia. Ele recebeu o Prémio Ambiental Goldman em 2000 pelos seus trabalhos sobre saúde, tradição cultural e conservação florestal em Ambodisakoana, Madagáscar.